# Турмышское сельское поселение
Ту́рмышское се́льское поселе́ние (чув. Тӑрмӑш ял тӑрӑхӗ) — муниципальное образование в Янтиковском районе Чувашской Республики Российской Федерации.
Административный центр — село Турмыши.

## История
Статус и границы сельского поселения установлены Законом Чувашской Республики от 24 ноября 2004 года № 37 «Об установлении границ муниципальных образований Чувашской Республики и наделении их статусом городского, сельского поселения, муниципального района и городского округа».

## Население
| 2010  | 2012  | 2013  | 2014  | 2015  | 2016  | 2017  |
| ----- | ----- | ----- | ----- | ----- | ----- | ----- |
| 1543  | ↗1553 | ↗1581 | ↗1590 | ↘1571 | ↘1540 | ↘1513 |
| 2018  | 2019  | 2020  | 2021  |       |       |       |
| ↘1478 | ↘1440 | ↘1384 | ↘1361 |       |       |       |

## Состав сельского поселения
| № | Населённый пункт | Тип населённого пункта       | Население |
| - | ---------------- | ---------------------------- | --------- |
| 1 | Латышево         | деревня                      | ↘124      |
| 2 | Турмыши          | село, административный центр | ↗1582     |